# HD220825
HD220825 — хімічно пекулярна зоря спектрального класу A1, що має видиму зоряну величину в смузі V приблизно  4,9.
Вона  розташована на відстані близько 162,1 світлових років від Сонця.

## Фізичні характеристики
Зоря HD220825 обертається 
порівняно повільно 
навколо своєї осі. Проєкція її екваторіальної швидкості на промінь зору становить  Vsin(i)= 39км/сек.

## Пекулярний хімічний склад
Зоряна атмосфера HD220825 має підвищений вміст 
Cr
.

## Магнітне поле
Спектр даної зорі вказує на наявність магнітного поля у її зоряній атмосфері.
Напруженість повздовжної компоненти поля оціненої з аналізу
крил ліній Бальмера
становить  269,3± 247,7 Гаус.